# JIG-AI
Jig-Ai es una banda checa de goregrind de Praga, fundada en 2004. Su música es una combinación de goregrind y pornogrind con elementos death metal, hardcore punk y thrash metal.
Como corresponde al género en el que actúan sus miembros, sólo hay partes vocales deshumanizadas que utilizan chillidos guturales y de cerdo (el llamado pig squeal). 
El estilo de la banda gira en torno al tema ero-guro, y más específicamente, representa portadas de álbumes macabros con mujeres mutiladas con temas eróticos (hentai) y títulos de canciones que suenan obscenos, por lo que la música de Jig-Ai puede describirse como pornogrind.  La palabra "Jigai" en sí misma se refiere al obsoleto término femenino del suicidio ritual: seppuku.

## Historia
Después de que la antigua banda de Burák se disolviera en 2004, comenzó un proyecto sin nombre con Petrasek y Brain. Después del lanzamiento del álbum, realizaron una gira por la República Checa y otros países europeos y tocaron en el ‘‘Grind Invasion Tour‘‘ en Alemania. En 2007, el grupo comenzó a grabar su segundo álbum y realizó la gira ‘‘Grind Tour De Pologne‘‘ por Polonia con otros conciertos para tocar. En 2008, participaron en la minigira rusa ‘‘Katalepsy‘‘ y lanzaron su segundo álbum titulado ‘‘Katana Orgy‘‘.

## Influencia y Legado
Jig-Ai llegó a influenciar a varios artistas de goregrind y pornogrind con personajes de anime en sus carátulas, como Bokunopicono, GO-Zen, Bubblegum Chainsaw, Septic Karnage y Yanderechainsawregurgitationfactory. Jig-AI y varios de estos proyectos iniciaron varios términos como el  Animegrind, Gurogrind o Hentaigrind.

## Miembros
Miembros actuales
- Robert Kubík - voz, guitarra (desde 2005)
- Burák - voz, bajo (desde 2005)
- Jarda Haž - batería (desde 2011) [3]

Miembros anteriores
- Petrasek - batería (hasta 2005)
- Štefy - batería (2005-2011) [3]
- Kaspy - batería (2011-2019)
- Brain - voz, guitarra (2005-2023)

## Discografía

### Álbumes
| Año  | Título                                                                                  |
| ---- | --------------------------------------------------------------------------------------- |
| 2006 | Jigai - Fecha: 18 de abril de 2006 - Editor: Bizarre Leprous Productions                |
| 2008 | Katana Orgy - Fecha: 10 de julio de 2008 - Editor: Bizarre Leprous Productions          |
| 2014 | Rising Sun Carnage - Fecha: 24 de febrero de 2014 - Editor: Bizarre Leprous Productions |
| 2019 | Entrails Tsunami - Fecha: 3 de julio de 2019 - Editor: Bizarre Leprous Productions      |

### Álbumes split
| Año  | Título                                                                             |
| ---- | ---------------------------------------------------------------------------------- |
| 2011 | Jig-Ai / Ass To Mouth - Fecha: abril de 2011 - Editor: Bizarre Leprous Productions |

### Demo
| Año  | Título                                                                                |
| ---- | ------------------------------------------------------------------------------------- |
| 2006 | Promo 2006 - Fecha: 31 de enero de 2006 - Editorial: Publicado de forma independiente |